# Ивора
Ивора (порт. Ivorá) — муниципалитет в Бразилии, входит в штат Риу-Гранди-ду-Сул. Составная часть мезорегиона Западно-центральная часть штата Риу-Гранди-ду-Сул. Входит в экономико-статистический микрорегион Рестинга-Сека. Население составляет 2445 человек на 2006 год. Занимает площадь 122,887 км². Плотность населения — 19,9 чел./км².

## История
Город основан 5 сентября 1988 года.

## Статистика
- Валовой внутренний продукт на 2003 составляет 19.877.219,00 реалов (данные: Бразильский институт географии и статистики).
- Валовой внутренний продукт на душу населения на 2003 составляет 8.053,98 реалов (данные: Бразильский институт географии и статистики).
- Индекс развития человеческого потенциала на 2000 составляет 0,777 (данные: Программа развития ООН).